# 蕭崗駅
蕭崗駅（しょうこう-えき）は、中華人民共和国広東省広州市白雲区黄石東路の南と雲城西路の東と蕭崗涌の南に位置する広州地下鉄2号線の駅である。また、蕭崗駅は計画時には江夏駅と呼ばれていた。
蕭崗駅の英語名は8号線暁港駅と同じく、「Xiaogang Station」になるので、混同を避けるために、「Xiao-gang Station」の表記とした。

## 利用可能な鉄道路線
広州地下鉄
■2号線

## 駅構造
| 地下1階 | コンコース                   | 改札口、自動券売機、サービスセンター、駅商店、駅警備室、セキュリティ |  |
| 地下2階 | 2番線                        | 2号線 白雲文化広場へ（広州南駅方面）                                 |  |
|         | 島式ホーム、左側の扉が開く   |                                                                      |  |
|         |                              | 2号線 予備ホーム                                                     |  |
|         | 1番線                        | 2号線 江夏へ（嘉禾望崗方面）                                         |  |
|         | 相対式ホーム、右側の扉が開く |                                                                      |  |

## 歴史
- 2010年9月25日 - 2号線嘉禾望崗駅 - 三元里駅開業。

## 隣の駅
広州地下鉄
■2号線
白雲文化広場駅 220 - 蕭崗駅 221 - 江夏駅 222